# Frank Farrelly
Frank Farrelly (26 de agosto de 1931 – 10 de febrero de 2013̟) fue un terapeuta conocido por su libro de 1974 Provocative Therapy, por el que abogaba (desde un punto de vista y con un tono de humor) movimientos terapéuticos destinados a sacudir al cliente de su mentalidad actual.

## Biografía
Farrelly obtuvo la licenciatura en Trabajo Social en la Universidad Católica de América y fue miembro de la Academia de Trabajadores Sociales Certificados. Durante muchos años, fue profesor clínico en la Escuela de Trabajo Social de la Universidad de Wisconsin y profesor clínico asistente en el Departamento de Psiquiatría de la Facultad de Medicina de la Universidad de Wisconsin. Como trabajador social en la década de los 60, desarrolló su teoría provocativa, La terapia provocativa es un sistema de psicoterapia en el que, habiendo establecido una base de compasión, y con el permiso del cliente, el terapeuta juega a abogado del diablo. Se pondrán del lado de la mitad negativa de la ambivalencia del cliente hacia los objetivos de su vida, sus relaciones, su trabajo y las estructuras dentro de las cuales vive. Los ejemplos de clientes incluyen trabajar con pacientes obesos con su peso y hábitos alimenticios. Sus métodos, a menudo controvertidas, atrajo la atención de todo el mundo. En 2013, el hijo de Frank Farrelly, Tim Farrelly, pasó con la instrucción de Frank Farrelly el archivo de Frank Farrelly a Nick Kemp, que continúa promoviendo la clásica Terapia Provocativa de Farrelly, así como su propio enfoque de Provocative Change Works en los Estados Unidos, Asia y Europa.